# Europawahl in Dänemark 2024
- Einheitsliste (Ø): 1
- Sozialistische Volkspartei (F): 3
- Sozialdemokraten (A): 3
- Sozialliberale (B): 1
- Die Moderaten (M): 1
- Liberale Partei (V): 3
- Konservative (C): 1
- Liberale Allianz (I): 1
- Dänemarkdemo- 
 kraten (Æ): 1
- Dänische Volkspartei (O): 1

- Linke: 1
- S&D: 3
- G/EFA: 3
- RE: 4
- EVP: 2
- EKR: 1
- PfE: 1

Die Europawahl in Dänemark 2024 fand am 9. Juni als Teil der EU-weiten Europawahl 2024 statt. Sie war die zehnte Wahl zum Europäischen Parlament. In Dänemark wurden 15 der 720 Abgeordneten des Europaparlaments gewählt.

## Ausgangslage

### Scheidendes Parlament
| Fraktion                       | Fraktion                                               | Mandate | Partei           | Partei                       | Mandate |
| ------------------------------ | ------------------------------------------------------ | ------- | ---------------- | ---------------------------- | ------- |
|                                | Renew Europe                                           | 6 / 14  |                  | Venstre                      | 3 / 14  |
|                                | Renew Europe                                           | 6 / 14  | Radikale Venstre | 1 / 14                       |         |
|                                | Renew Europe                                           | 6 / 14  | Moderaterne      | 1 / 14                       |         |
|                                | Renew Europe                                           | 6 / 14  | Unabhängige      | 1 / 14                       |         |
|                                | Fraktion der Progressiven Allianz der Sozialdemokraten | 3 / 14  |                  | Socialdemokraterne           | 3 / 14  |
|                                | Die Grünen/Europäische Freie Allianz                   | 2 / 14  |                  | Socialistisk Folkeparti      | 2 / 14  |
|                                | Fraktion der Europäischen Volkspartei                  | 1 / 14  |                  | Det Konservative Folkeparti  | 1 / 14  |
|                                | Fraktion Identität und Demokratie                      | 1 / 14  |                  | Dansk Folkeparti             | 1 / 14  |
|                                | Die Linke im Europäischen Parlament – GUE/NGL          | 1 / 14  |                  | Enhedslisten – de rød-grønne | 1 / 14  |
|                                |                                                        |         |                  |                              |         |
| Quelle: Europäisches Parlament |                                                        |         |                  |                              |         |

### Listen und Parteien
| N.                       | Liste | Liste                             | Europapartei | Erstplatzierter in der Liste |
| ------------------------ | ----- | --------------------------------- | ------------ | ---------------------------- |
| A                        |       | Socialdemokraterne (S)            | SPE          | Christel Schaldemose         |
| B                        |       | Radikale Venstre (RV)             | ALDE         | Sigrid Friis Frederiksen     |
| C                        |       | Det Konservative Folkeparti (KF)  | EVP          | Niels Flemming Hansen        |
| F                        |       | Socialistisk Folkeparti (SF)      | EGP          | Kira Marie Peter-Hansen      |
| I                        |       | Liberal Alliance (LA)             | –            | Henrik Dahl                  |
| M                        |       | Moderaterne                       | –            | Stine Bosse                  |
| O                        |       | Dansk Folkeparti (DF)             | –            | Anders Vistisen              |
| V                        |       | Venstre (V)                       | ALDE         | Morten Løkkegaard            |
| Æ                        |       | Danmarksdemokraterne (DD)         | –            | Kristoffer Hjort Storm       |
| Ø                        |       | Enhedslisten – de rød-grønne (EL) | EL           | Per Clausen                  |
| Å                        |       | Alternativet                      | –            | Jan Kristoffersen            |
|                          |       |                                   |              |                              |
| Quelle: Innenministerium |       |                                   |              |                              |

- Verbundene Listen:

- I. Socialdemokraterne, Socialistisk Folkeparti und Alternativet;
- II. Radikale Venstre, Moderaterne und Venstre;
- III. Det Konservative Folkeparti und Liberal Alliance.

## Ergebnis
| Listen                     | Listen                       | Stimmen   | %    | +/-  | Mandate | +/- |
| -------------------------- | ---------------------------- | --------- | ---- | ---- | ------- | --- |
|                            | Socialistisk Folkeparti      | 426.367   | 17,4 | ▲4,2 | 3       | ▲1  |
|                            | Socialdemokraterne           | 381.494   | 15,6 | ▼5,9 | 3       | ▬   |
|                            | Venstre                      | 359.556   | 14,7 | ▼8,8 | 2       | ▼2  |
|                            | Det Konservative Folkeparti  | 216.249   | 8,8  | ▲2,6 | 1       | ▬   |
|                            | Danmarksdemokraterne         | 180.666   | 7,4  | Neu  | 1       | Neu |
|                            | Radikale Venstre             | 173.159   | 7,1  | ▼3,0 | 1       | ▼1  |
|                            | Enhedslisten – de rød-grønne | 172.009   | 7,0  | ▲1,5 | 1       | ▬   |
|                            | Liberal Alliance             | 170.179   | 7,0  | ▲4,8 | 1       | ▲1  |
|                            | Dansk Folkeparti             | 155.875   | 6,4  | ▼4,4 | 1       | ▬   |
|                            | Moderaterne                  | 145.363   | 5,9  | Neu  | 1       | Neu |
|                            | Alternativet                 | 65.276    | 2,7  | ▼0,7 | –       | ▬   |
| Gesamt                     | Gesamt                       | 2.446.193 | 100  |      | 15      | ▲1  |
|                            |                              |           |      |      |         |     |
| Leere Stimmzettel          | Leere Stimmzettel            | 52.346    | 2,1  | ▲0,9 |         |     |
| Ungültige Stimmzettel      | Ungültige Stimmzettel        | 5.965     | 0,2  | ▼0,1 |         |     |
| Wähler                     | Wähler                       | 2.504.504 | 58,2 | ▼7,9 |         |     |
| Wahlberechtigte            | Wahlberechtigte              | 4.301.255 |      |      |         |     |
|                            |                              |           |      |      |         |     |
| Quelle: Danmarks Statistik |                              |           |      |      |         |     |